# Petropar
Petropar, es una abreviatura de: Petróleos Paraguayos es una empresa paraguaya de importación y distribución de hidrocarburos y gas de propiedad estatal.

## Historia
Los antecedentes de Petróleos Paraguayos se remontan desde una época decisiva en la historia paraguaya. Concretamente, en la década de los años 50 las empresas transnacionales Esso y Shell (1957) se dedicaron a la provisión y distribución de combustibles en el mercado nacional. En ese contexto, se dieron trazos de intenciones de potenciar la presencia del producto en Paraguay a través de empresas nacionales que en ese momento experimentaban un despegue irreversible.
Los logros se hicieron sentir a partir de la década del 60 que exhibe con claridad una suerte de despegue en el que afloran por sobre todo la agricultura mecanizada, la agroindustria, las probabilidades energéticas de la electricidad, la ganadería de proyecciones sistematizadas y la mirada hacia la exploración, explotación y comercialización de hidrocarburos.  
Los hechos no pudieron soportar la postergación pues se hicieron sentir las negociaciones, el Estado Paraguayo con el otorgamiento de una concesión por 15 años a la Bolivian Oil Company (BOC). La idea apuntó a la concreción de la instalación y explotación de una Refinería de Petróleo en el territorio nacional. La capacidad proyectada fue de 5.000 barriles diarios, inicialmente. El acuerdo, que resaltaba por su envergadura, se sustentó en la Ley N.º 847 del 18 de setiembre de 1962.
Un año después se iniciaron las obras de construcción que culminaron en 1966. Una empresa de origen norteamericana estuvo a cargo de la fiscalización, las pruebas de funcionamiento y la puesta en marcha de la primera refinería de petróleo del Paraguay. Concretamente, el 15 de agosto de aquel año, tras la transferencia de los derechos y obligaciones de la concesión, la Bolivian Oil Company. De esta manera nació REPSA (Refinería Paraguaya S.A.) que inicia sus operaciones de manera inmediata. La concesión había concluido en el año 1981. En ese contexto, una cláusula del convenio autorizaba la entrega de REPSA al Estado Paraguayo.